# Кејна (Вирџинија)
Кејна (енгл. Cana) насељено је место без административног статуса у америчкој савезној држави Вирџинија.

## Демографија
По попису из 2010. године број становника је 1.254, што је 26 (2,1%) становника више него 2000. године.
| Група             | 2000.         | 2010.         |
| Белци             | 1.182 (96,3%) | 1.198 (95,5%) |
| Афроамериканци    | 1 (0,1%)      | 7 (0,6%)      |
| Азијати           | 0 (0,0%)      | 0 (0,0%)      |
| Хиспаноамериканци | 33 (2,7%)     | 34 (2,7%)     |
| Укупно            | 1.228         | 1.254         |